# 真鍋町
真鍋町（まなべまち）は茨城県新治郡にかつて存在した町である。現在の茨城県土浦市の中部に位置する。

## 沿革
- 1889年（明治22年）4月1日 - 町村制施行により、新治郡木田余村・殿里村・真鍋村の区域をもって成立。旧村はそれぞれ真鍋町の大字へ移行する。
- 1940年（昭和15年）11月3日 - 新治郡土浦町と新設合併し土浦市が発足。同日真鍋町廃止。

### 町役場
大字真鍋。現在の土浦市真鍋3丁目。現況は善応寺の駐車場である。土浦町との合併後、土浦市役所真鍋支所となったが、現存しない。

## 町長
- 天谷丑之助（戦後、土浦市長）

## 特産
生糸、藍、畳表

## 名所
- 総宜園 - 愛宕山（真鍋台）の平坦部にあり、土浦真鍋の市街および霞ケ浦を一望することができた。現在の愛宕神社。
- 臼井（鏡井） - 善応寺の崖下から湧出する井戸。江戸時代、土浦城の飲用水としても使われた。現在の、照井の井戸。
- 木田余城址 - 木田余字中城。信田範守築城。遺構はほぼ滅失した。現在のJR土浦電留線付近。

## 教育
- 真鍋小学校
- 茨城県立土浦中学校

## 交通

### 鉄道
- 筑波鉄道
  - 筑波線 ：真鍋駅